# Temporada 1996-97 de Los Angeles Lakers
La temporada 1996-97 fue la cuadragésimo novena de los Lakers en la NBA, y la trigésimo séptima en su ubicación en Los Ángeles, California. La temporada regular acabaron con 56 victorias y 26 derrotas, ocupando el cuarto puesto de la Conferencia Oeste, clasificándose para los playoffs, en los que cayeron en semifinales de conferencia ante Utah Jazz.

## Elecciones en elDraft
| Ronda | Puesto | Jugador      | Posición | Nacionalidad   | Universidad/Club     |
| ----- | ------ | ------------ | -------- | -------------- | -------------------- |
| 1     | 24     | Derek Fisher | Base     | Estados Unidos | Arkansas-Little Rock |

## Temporada regular
| División Pacífico        | División Pacífico | División Pacífico | División Pacífico | División Pacífico | División Pacífico | División Pacífico | División Pacífico | División Pacífico |
| Equipo                   | G                 | P                 | %                 | PD                | Casa              | Fuera             | Div               |                   |
| ------------------------ | ----------------- | ----------------- | ----------------- | ----------------- | ----------------- | ----------------- | ----------------- | ----------------- |
| y-Seattle SuperSonics    | 57                | 25                | .695              | –                 | 31–10             | 26–15             | 16–8              |                   |
| x-Los Angeles Lakers     | 56                | 26                | .683              | 1                 | 31–10             | 25–16             | 18–6              |                   |
| x-Portland Trail Blazers | 49                | 33                | .598              | 8                 | 29–12             | 20–21             | 15–9              |                   |
| x-Phoenix Suns           | 40                | 42                | .488              | 17                | 25–16             | 15–26             | 13–11             |                   |
| x-Los Angeles Clippers   | 36                | 46                | .439              | 21                | 21–20             | 15–26             | 10–14             |                   |
| Sacramento Kings         | 34                | 48                | .415              | 23                | 22–19             | 12–29             | 8–16              |                   |
| Golden State Warriors    | 30                | 52                | .366              | 27                | 18–23             | 12–29             | 4–20              |                   |

## Playoffs

### Primera ronda
Los Angeles Lakers  vs. Portland Trail Blazers
| Fecha       | Partido                                           | Ciudad    |
| ----------- | ------------------------------------------------- | --------- |
| 25 de abril | Los Angeles Lakers 95, Portland Trail Blazers 77  | Inglewood |
| 27 de abril | Los Angeles Lakers 107, Portland Trail Blazers 93 | Inglewood |
| 30 de abril | Portland Trail Blazers 98, Los Angeles Lakers 90  | Portland  |
| 2 de mayo   | Portland Trail Blazers 91, Los Angeles Lakers 95  | Portland  |
|             | Los Angeles Lakers gana las series 3-2            |           |

### Semifinales de conferencia
Utah Jazz  vs. Los Angeles Lakers
| Fecha      | Partido                               | Ciudad         |
| ---------- | ------------------------------------- | -------------- |
| 4 de mayo  | Utah Jazz 93, Los Angeles Lakers 77   | Salt Lake City |
| 6 de mayo  | Utah Jazz 103, Los Angeles Lakers 101 | Salt Lake City |
| 8 de mayo  | Los Angeles Lakers 104, Utah Jazz 84  | Inglewood      |
| 10 de mayo | Los Angeles Lakers 95, Utah Jazz 110  | Inglewood      |
| 12 de mayo | Utah Jazz 98, Los Angeles Lakers 93   | Salt Lake City |
|            | Utah Jazz gana las series 4-1         |                |

## Estadísticas

### Temporada regular
| Rk | Jugador           | Edad | Pos. | P  | PT | MP   | TC   | TCI  | %TC  | T3  | T3I | %T3  | TL   | TLI  | %TL   | RO  | RD  | RT   | AS  | RB  | TAP | BP  | FP  | PTS  |
| -- | ----------------- | ---- | ---- | -- | -- | ---- | ---- | ---- | ---- | --- | --- | ---- | ---- | ---- | ----- | --- | --- | ---- | --- | --- | --- | --- | --- | ---- |
| 1  | Shaquille O'Neal  | 24   | C    | 51 | 51 | 38.1 | 10.8 | 19.4 | .557 | 0.0 | 0.1 | .000 | 10.8 | 19.4 | .484  | 3.8 | 8.7 | 12.5 | 3.1 | 0.9 | 2.9 | 2.9 | 3.5 | 26.2 |
| 2  | Eddie Jones       | 25   | SG   | 80 | 80 | 37.5 | 5.9  | 13.5 | .438 | 1.9 | 4.9 | .391 | 4.0  | 8.7  | .819  | 1.1 | 3.0 | 4.1  | 3.4 | 2.4 | 0.6 | 2.1 | 2.8 | 17.2 |
| 3  | Nick Van Exel     | 25   | PG   | 79 | 79 | 37.2 | 5.5  | 13.6 | .402 | 2.2 | 5.9 | .378 | 3.2  | 7.7  | .825  | 0.6 | 2.3 | 2.9  | 8.5 | 0.9 | 0.1 | 2.7 | 1.4 | 15.3 |
| 4  | Cedric Ceballos   | 27   | SF   | 8  | 8  | 34.9 | 4.3  | 10.4 | .410 | 0.6 | 2.6 | .238 | 3.6  | 7.8  | .867  | 1.4 | 5.3 | 6.6  | 1.9 | 0.6 | 0.8 | 2.1 | 2.4 | 10.8 |
| 5  | Elden Campbell    | 28   | PF   | 77 | 77 | 32.7 | 5.7  | 12.2 | .469 | 0.0 | 0.1 | .250 | 5.7  | 12.2 | .711  | 2.7 | 5.3 | 8.0  | 1.6 | 0.6 | 1.5 | 1.7 | 3.6 | 14.9 |
| 6  | Robert Horry      | 26   | SF   | 22 | 14 | 30.7 | 3.4  | 7.5  | .455 | 1.1 | 3.5 | .329 | 2.3  | 4.0  | .700  | 1.3 | 4.1 | 5.4  | 2.5 | 1.7 | 1.3 | 1.2 | 3.3 | 9.2  |
| 7  | Jerome Kersey     | 34   | SF   | 70 | 44 | 25.2 | 2.8  | 6.4  | .432 | 0.2 | 0.9 | .262 | 2.5  | 5.5  | .602  | 1.6 | 3.6 | 5.2  | 1.3 | 1.7 | 0.7 | 1.1 | 3.1 | 6.8  |
| 8  | Byron Scott       | 35   | SG   | 79 | 8  | 18.2 | 2.1  | 4.8  | .430 | 0.9 | 2.4 | .388 | 1.1  | 2.4  | .841  | 0.3 | 1.2 | 1.5  | 1.3 | 0.6 | 0.2 | 0.7 | 0.9 | 6.7  |
| 9  | Corie Blount      | 28   | PF   | 58 | 18 | 17.4 | 1.6  | 3.1  | .514 | 0.0 | 0.1 | .333 | 1.6  | 3.0  | .675  | 1.9 | 2.8 | 4.8  | 0.6 | 0.4 | 0.4 | 0.9 | 2.1 | 4.2  |
| 10 | Travis Knight     | 22   | C    | 71 | 14 | 16.3 | 2.0  | 3.9  | .509 | 0.0 | 0.0 |      | 2.0  | 3.9  | .620  | 1.8 | 2.7 | 4.5  | 0.5 | 0.4 | 0.8 | 0.7 | 2.4 | 4.8  |
| 11 | Kobe Bryant       | 18   | SF   | 71 | 6  | 15.5 | 2.5  | 5.9  | .417 | 0.7 | 1.9 | .375 | 1.8  | 4.0  | .819  | 0.7 | 1.2 | 1.9  | 1.3 | 0.7 | 0.3 | 1.6 | 1.4 | 7.6  |
| 12 | George McCloud    | 29   | SF   | 23 | 2  | 12.4 | 1.5  | 4.2  | .354 | 0.9 | 2.1 | .429 | 0.6  | 2.0  | .667  | 0.3 | 1.3 | 1.6  | 0.7 | 0.4 | 0.0 | 0.4 | 0.9 | 4.1  |
| 13 | Derek Fisher      | 22   | PG   | 80 | 3  | 11.5 | 1.3  | 3.3  | .397 | 0.3 | 0.9 | .301 | 1.0  | 2.4  | .658  | 0.3 | 0.9 | 1.2  | 1.5 | 0.5 | 0.1 | 0.9 | 1.1 | 3.9  |
| 14 | Sean Rooks        | 27   | C    | 69 | 3  | 10.7 | 1.3  | 2.7  | .470 | 0.0 | 0.0 | .000 | 1.3  | 2.7  | .700  | 0.8 | 1.6 | 2.4  | 0.6 | 0.2 | 0.6 | 0.7 | 1.8 | 3.8  |
| 15 | Rumeal Robinson   | 30   | PG   | 15 | 3  | 8.4  | 1.1  | 3.2  | .354 | 0.4 | 1.5 | .261 | 0.7  | 1.7  | .625  | 0.1 | 0.5 | 0.7  | 0.9 | 0.3 | 0.1 | 0.7 | 0.8 | 3.0  |
| 16 | Joe Kleine        | 35   | C    | 8  | 0  | 3.8  | 0.3  | 1.0  | .250 | 0.0 | 0.0 |      | 0.3  | 1.0  | 1.000 | 0.3 | 0.9 | 1.1  | 0.0 | 0.0 | 0.0 | 0.0 | 0.8 | 0.8  |
| 17 | Larry Krystkowiak | 32   | PF   | 3  | 0  | 3.7  | 0.3  | 0.7  | .500 | 0.0 | 0.0 |      | 0.3  | 0.7  | .500  | 0.7 | 1.0 | 1.7  | 1.0 | 0.7 | 0.0 | 0.3 | 1.0 | 1.0  |

### Playoffs
| Rk | Jugador          | Edad | Pos. | P | PT | MP   | TC  | TCI  | %TC   | T3  | T3I | %T3   | TL  | TLI  | %TL  | RO  | RD  | RT   | AS  | RB  | TAP | BP  | FP  | PTS  |
| -- | ---------------- | ---- | ---- | - | -- | ---- | --- | ---- | ----- | --- | --- | ----- | --- | ---- | ---- | --- | --- | ---- | --- | --- | --- | --- | --- | ---- |
| 1  | Nick Van Exel    | 25   | PG   | 9 | 9  | 39.2 | 5.0 | 13.2 | .378  | 1.3 | 4.9 | .273  | 3.7 | 8.3  | .824 | 0.7 | 2.8 | 3.4  | 6.4 | 1.1 | 0.0 | 2.0 | 2.1 | 14.4 |
| 2  | Shaquille O'Neal | 24   | C    | 9 | 9  | 36.2 | 9.9 | 19.2 | .514  | 0.0 | 0.0 |       | 9.9 | 19.2 | .610 | 4.2 | 6.3 | 10.6 | 3.2 | 0.6 | 1.9 | 2.4 | 4.1 | 26.9 |
| 3  | Eddie Jones      | 25   | SG   | 9 | 9  | 31.4 | 3.7 | 8.0  | .458  | 1.0 | 2.7 | .375  | 2.7 | 5.3  | .743 | 0.9 | 2.6 | 3.4  | 3.2 | 1.0 | 0.4 | 1.4 | 2.7 | 11.2 |
| 4  | Robert Horry     | 26   | SF   | 9 | 9  | 31.0 | 1.9 | 4.2  | .447  | 1.3 | 3.1 | .429  | 0.6 | 1.1  | .778 | 1.3 | 4.0 | 5.3  | 1.4 | 1.1 | 0.8 | 1.2 | 3.0 | 6.7  |
| 5  | Elden Campbell   | 28   | PF   | 9 | 9  | 30.9 | 4.1 | 10.3 | .398  | 0.1 | 0.1 | 1.000 | 4.0 | 10.2 | .816 | 1.6 | 2.8 | 4.3  | 1.0 | 0.8 | 1.4 | 1.6 | 3.3 | 11.8 |
| 6  | Jerome Kersey    | 34   | SF   | 9 | 0  | 23.3 | 1.9 | 3.9  | .486  | 0.0 | 0.1 | .000  | 1.9 | 3.8  | .789 | 1.6 | 3.8 | 5.3  | 1.6 | 1.0 | 0.7 | 0.3 | 3.8 | 5.4  |
| 7  | Byron Scott      | 35   | SG   | 8 | 0  | 16.8 | 1.9 | 4.1  | .455  | 0.5 | 1.4 | .364  | 1.4 | 2.8  | .895 | 0.0 | 1.5 | 1.5  | 1.4 | 0.1 | 0.0 | 1.0 | 1.9 | 6.4  |
| 8  | Kobe Bryant      | 18   | SF   | 9 | 0  | 14.8 | 2.3 | 6.1  | .382  | 0.7 | 2.6 | .261  | 1.7 | 3.6  | .867 | 0.1 | 1.1 | 1.2  | 1.2 | 0.3 | 0.2 | 1.6 | 2.6 | 8.2  |
| 9  | Travis Knight    | 22   | C    | 9 | 0  | 10.3 | 0.9 | 1.1  | .800  | 0.0 | 0.0 |       | 0.9 | 1.1  | .750 | 0.3 | 1.7 | 2.0  | 0.3 | 0.3 | 0.3 | 0.2 | 1.8 | 2.1  |
| 10 | Sean Rooks       | 27   | C    | 8 | 0  | 6.8  | 0.5 | 1.1  | .444  | 0.0 | 0.0 |       | 0.5 | 1.1  | .750 | 0.6 | 0.9 | 1.5  | 0.1 | 0.4 | 0.4 | 0.4 | 1.3 | 1.8  |
| 11 | Derek Fisher     | 22   | PG   | 6 | 0  | 5.7  | 0.5 | 1.8  | .273  | 0.0 | 0.8 | .000  | 0.5 | 1.0  | .667 | 0.0 | 0.5 | 0.5  | 1.0 | 0.2 | 0.0 | 1.0 | 0.7 | 1.3  |
| 12 | Corie Blount     | 28   | PF   | 3 | 0  | 2.7  | 0.3 | 0.3  | 1.000 | 0.0 | 0.0 |       | 0.3 | 0.3  | .500 | 0.0 | 0.7 | 0.7  | 0.3 | 0.0 | 0.0 | 0.0 | 0.7 | 1.0  |

## Galardones y récords
| Jugador          | Galardón                                |
| Shaquille O'Neal | 3.er Mejor quinteto de la NBA           |
| Kobe Bryant      | 2.º Mejor quinteto de rookies de la NBA |
| Travis Knight    | 2.º Mejor quinteto de rookies de la NBA |
| Eddie Jones      | All-Star                                |